# Diaporama
Um diaporama, segundo o Dicionário Houaiss, é uma projeção de diapositivos com som sincronizado . Conhecido como "slide show" em inglês, diaporama é também cada obra apresentada nesse tipo de projeção, sendo constituída de uma série de fotos fixas (em geral positivas e em suporte transparente, permitindo a projeção óptica) e textos escritos, acompanhados de elementos sonoros (músicas, falas e ruídos) em sincronia.
Num sentido mais amplo, diaporama pode ser também qualquer obra (com intenções artísticas, educacionais, de entretenimento, etc.) formada por uma série de imagens fixas acompanhadas de som, o que inclui todo tipo de apresentação digital feita em programas como PowerPoint, Persuasion ou Impress .

## Origem da palavra
A palavra diaporama veio do grego, através do francês . Diapo é a abreviatura francesa de diapositive (diapositivo), "imagem positiva, estática e translúcida que pode ser projetada", que vem de diá (grego: através de) + positivo. A terminação orama vem diretamente do grego hórama (o que se vê, espetáculo), também presente em várias outras palavras adotadas na língua portuguesa, como panorama, diorama, ciclorama, etc.
No Brasil, até a década de 1990, diaporamas eram chamados genericamente de audiovisuais ou projeções de slides. Na língua inglesa, a palavra foi adotada muito recentemente , e tem sido usada, com mais frequência, apenas para apresentações feitas com fotos, em contraste com os slide shows digitais. Em francês, uma apresentação digital é chamada de "diaporama numérique" 